# 利瓦
利瓦（法語：Leava）是法国海外集体领地瓦利斯和富图纳中的锡加韦王国的一个村庄，也是该王国的行政中心。
利瓦位于富图纳岛西海岸中段、锡加韦湾岸边，有480人口。